# HeadLand
HeadLand era una serie de televisión australiana de drama producida por Seven Network que se transmitió desde el 15 de noviembre de 2005 hasta el 21 de enero de 2006. Seven Network filmó 52 episodios de la primera serie. La producción de la segunda serie ha comenzado aunque ningún episodio ha sido transmitido.
Ambientada en una universidad, HeadLand se estrenó en Australia el 15 de noviembre de 2005. El 23 de enero de 2006, Seven Network anunció oficialmente que la serie había sido cancelada. La serie era transmitida los días de semana a las 7.30pm en el Reino Unido en E4, re-formateada como serie de media hora. E4 se deshizo de la serie, pero los episodios siguieron transmitiéndose en Channel 4 a las 12:30pm, esta vez en su formato original de una hora. 

## Desarrollo
En 2002, se le pidió al guionista ejecutivo de Seven Network Bevan Lee un spin-off de Home and Away con la esperanza de atraer al canal británico Five como coproductor. Él creó una serie llamada Away From Home que contaba la historia de los personajes de Home and Away en la Universidad Yabbie Creek. Five no estaba interesado por varias razones, una gran adaptación de la idea original fue llevada a cabo y la serie fue renombrada Campus y más tarde Ten Degrees South, título rechazado por su parecido con el de la serie británica 55 Degrees North.[cita requerida]
A comienzos de 2005, se decidió que el título de la serie sería headLand y se comenzó a filmar con el objetivo de estrenarla en julio. De todos modos, con el piloto reportando malos resultados en proyecciones de prueba, se hicieron algunos cambios mayores y el piloto fue filmado nuevamente. Estos y otros retrasos de producción empujaron el estreno de la serie hasta mucho más tarde ese año.

## Lugares de filmación
Las escenas de exteriores fueron filmadas en Austinmer, New South Wales, un hospital psiquiátrico en desuso en la Universidad de artes de Sídney, Rozelle y en la Universidad de Wollongong, usada como la Universidad South Cost. Las escenas de estudio fueron filmadas en los Estudios White Bay en Sídney, convirtiendo a la serie en el primer drama de Seven Network en no ser filmado en los estudios ATN-7 de Epping, New South Wales.

## Reparto
- Sam Atwell como Craig Palmer.
- Conrad Coleby como Adam Wilde.
- Brooke Harman como Kate Monk.
- Sophie Katinis como Mel Bennett.
- Jody Kennedy como Maddie McKinnon.
- Adrienne Pickering como Elly Tate.
- Josh Quong Tart como Will Monk.
- Reshad Strik como Andy Llewellyn.
- Libby Tanner como Grace Palmer.
- Rachael Taylor como Sasha Forbes.
- Matthew Walker como Heath Forbes.
- Mark Tokutomi como Jeff Wu.
- Yvonne Strahovski como Freya Lewis.